# Пашелупо
Пашелупо је насеље у Италији у округу Перуђа, региону Умбрија.
Према процени из 2011. у насељу је живело 12 становника. Насеље се налази на надморској висини од 526 м.